# Christine and the Queens
Елоїз Летіс'є (фр. Héloïse Letissier), відоміший під псевдонімом Christine and the Queens — французький інді-поп співак і автор пісень.

## Біографія
Елоїз Летіс'є народився 1 червня 1988 року у французькому місті Нант. Навчався в ліцеї Клемансо (фр.) в Нанті. Закінчивши середню школу, переїхав у Париж і два роки відвідував у ліцеї Фенелона спеціальні підготовчі класи для вступу у Вищу нормальну школу — одне з найпрестижніших вищих навчальних закладів Франції.
У 2008 році переїхав до Ліону і вступив у ліонську Вищу нормальну школу (фр.), де вивчав театральне мистецтво.
У 2010 році знову повернувся в Париж, щоб закінчити своє навчання і повністю присвятити себе проєкту Christine and the Queens, що поєднує в собі музику, виступи, арт-відео, малюнки та фотографії.
Цей проєкт з'явився наприкінці 2010 року в Лондоні, де Елоїз познайомився з компанією дрег-квін, які підтримали Летіс'є у важкі для нього часи і допомогли йому розібратися в собі. Дрег-квін-співтовариство і донині є своєрідним джерелом натхнення для альтер-его Елоїз — Крістін. Також «королеви» виступали разом з Кріс на його ранніх шоу.

## Кар'єра

### Дебют
У 2011 році був поміченим одним з продюсерів незалежного музичного звукозаписного лейбла Remark Records. На цьому лейблі «Christine and the Queens» випустив свій дебютний міні-альбом «Miséricorde», потім в 2012 році вийшов другий — «Mac Abbey», з синглами «Narcissus is Back» і «Cripple». Назви цих двох міні-альбомів — сценічні імена двох з п'яти знайомих дрег-квін Елоїз, які надихнули його на створення музики.
У 2012—2013 роках «Christine and the Queens» виступав на розігріві у таких виконавців, як Lykke Li, The Dø, Woodkid і Lily Wood and the Prick.
У 2012 році Елоїз здобув перемогу в номінації «Відкриття року» на відомому в Європі музичному фестивалі Printemps de Bourges, потім переміг в номінації «Premières Francos» в рамках музичного фестивалю Francofolies.
Восени того ж року співак підписав контракт з незалежним великим музичним лейблом Because Music, який дав йому набагато більше можливостей для розвитку своєї творчості.
У 2012 році разом з електронним дуетом The Name випустили композицію під назвою «Distance», в якій був використаний його вокал.
3 червня 2013 року Кріс випустив свій третій EP — «Nuit 17 à 52», музичний стиль якого критики часто відносять до жанру електро-поп.
В лютому 2014 був номінований на премію Victoires de la musique, відкривав концерти бельгійського співака Stromae в Ніцці, Женеві та Монпельє.

### Chaleur Humaine (2014—2018)
2 червня 2014 року вийшов перший студійний альбом «Chaleur Humaine», що став тричі платиновим у Франції. Два сингли з цього альбому — «Saint Claude» і «Christine» — принесли співаку загальну популярність у рідній країні, а також в Бельгії.
13 лютого 2015 року на 30-й церемонії нагородження в рамках музичного фестивалю Victoires de la musique співак отримує дві нагороди з п'яти номінацій, у тому числі «Кращий виконавець року».
14 квітня 2015 Елоїз випускає EP «Saint Claude», доступний тільки для жителів США. Цей міні-альбом був виданий на лейблі Neon Gold Records. EP включає в себе п'ять пісень англійською мовою, серед яких особливо примітна пісня «Tilted» — англомовна версія пісні Christine, перша версія якої також була виконана англійською мовою під назвою «Cripple» з міні-альбому Mac Abbey. Більш того, разом з EP Saint Claude в США вийшла оновлена версія альбому Chaleur Humaine.
EP «Intranquillité» вийшов 18 квітня 2015 року обмеженим накладом в 1000 примірників в честь Дня музичного магазину. Міні-альбом включає в себе чотири пісні, в тому числі нову композицію з однойменною назвою «Intranquillité», яку Кріс регулярно виконував на своїх концертах під назвою «Dessassossego» та оновлену версію пісні «Amazoniaque» (з альбому Mac Abbey).
Перший сингл No Harm Is Done з міжнародної версії альбому Christine and the Queens, дата релізу якого була призначена на 16 жовтня 2015, вийшов 9 вересня цього ж року. Кліп до цієї англомовної пісні режисирував сам співак. Другий сингл Here вийшов 9 лютого 2016 року у вигляді дуету з французьким репером Booba.
Його пісня iT звучить наприкінці 4-ї серії 5-го сезону американського телесеріалу Дівчата.

### Chris (2018)
В рамках другого альбому, який отримав назву «Chris», вийшли сингли «Girlfriend» (спільно з американським виконавцем Dâm-Funk), «doesn't matter», «5 dollars» і «Le Marcheuse». Альбом вийшов 21 вересня 2018 року.

## Стиль
Летіс'є — давній шанувальник творчості таких всесвітньо відомих артистів, як Майкл Джексон, що вплинуло на його танцювальні рухи, і Девід Бові, який помітно вплинув на формування його власного стилю — андрогінний вигляд і носіння костюмів, що «дозволяє не бути визначеним як в гендері, так і в сексуальності».
Виконавець продовжив розвивати свій андрогінний образ за допомогою зміни зачіски і поступової відмови від частини псевдоніма Christine and the Queens на користь ємнішого Chris.

## Особисте життя
Сам виконавець ідентифікує себе як пансексуал.

## Дискографія

### Студійні альбоми
2014: Chaleur humaine (лейбл Because Music)

### Міні-альбоми
- 2011: Miséricorde

1. It — 4:39
2. Twist of Fate — 5:20
3. Be Freaky — 4:23
4. Who Is It (Michael Jackson cover) — 5:15
5. Kiss My Krass — 4:34

- 2012: Mac Abbey

1. Cripple — 4:06
2. Narcissus Is Back — 4:33
3. Amazoniaque (Yves Simon cover) — 4:39
4. Safe and Holy — 3:29
5. Drifter — 4:46

- 2013: Nuit 17 à 52

1. The Loving Cup — 3:41
2. Nuit 17 à 52 — 4:21
3. Starshipper — 5:02
4. Wandering Lovers — 3:19
5. Photos Souvenirs (William Sheller cover) — 3:17

- 2015: iTunes Session

1. Chaleur humaine — 3:03
2. Christine — 3:43
3. Who Is It (Michael Jackson cover) — 5:01
4. Saint Claude — 3:34
5. Starshipper — 5:03
6. Safe and Holy — 2:31

- 2015: Saint Claude EP

1. iT
2. Saint Claude
3. Tilted
4. Narcissus is Back
5. The Loving Cup

- 2015: Intranquillité (Disquaire Day EP)

1. Science fiction
2. Intranquillité
3. Paradis perdus (Christophe cover)
4. Amazoniaque (Yves Simon cover)